# Xushui
Xushui, även romaniserat Süshui, är ett härad som lyder under Baoding i Hebei-provinsen i norra Kina.